# Dworzec autobusowy we Lwowie
Lwowski Dworzec Autobusowy (również Centralny Dworzec Autobusowy, Dworzec Stryjski) – dworzec autobusowy we Lwowie obsługujący ruch międzymiastowy i międzynarodowy, położony przy ulicy Stryjskiej 109.
Budynek został zaprojektowany przez W. Sachajdakowskiego i M. Stoliarowa przy współpracy W. Bojkywa i O. Efremowa, budowa rozpoczęła się w 1976 i trwała cztery lata. Jego położenie w południowej części miasta (Bodnarówka) argumentowano dogodnym wyjazdem w kierunku obwodnicy i Karpat, gdy kierowano najwięcej kursów. Obecnie dworzec jest w stanie obsłużyć ok. 800 osób na godzinę, jest zbudowany na planie trójkąta i podzielony na trzy strefy – plac przed dworcem, plac ekspedycyjny odprawianych kursów i część dla przyjezdnych. Budynek stoi półkolem do ulicy Stryjskiej, posiada baldachimowy dach, trzy kondygnacje, na parterze znajduje się poczekalnia i punkty handlowe, na pierwszym piętrze kasy i taras, a na drugim poczekalnię dłuższego pobytu, kawiarnię i hotel. W ukształtowaniu wyglądu wnętrza kluczową rolę odegrało kesonowe ukształtowanie stropu oraz wieloprzęsłowe dźwigary zaprojektowane przez Bogdana Hnydecza.